# Орте
Орте (італ. Orte) — муніципалітет в Італії, у регіоні Лаціо,  провінція Вітербо.
Орте розташоване на відстані близько 65 км на північ від Рима, 24 км на схід від Вітербо.
Населення — 8982 особи (2014).

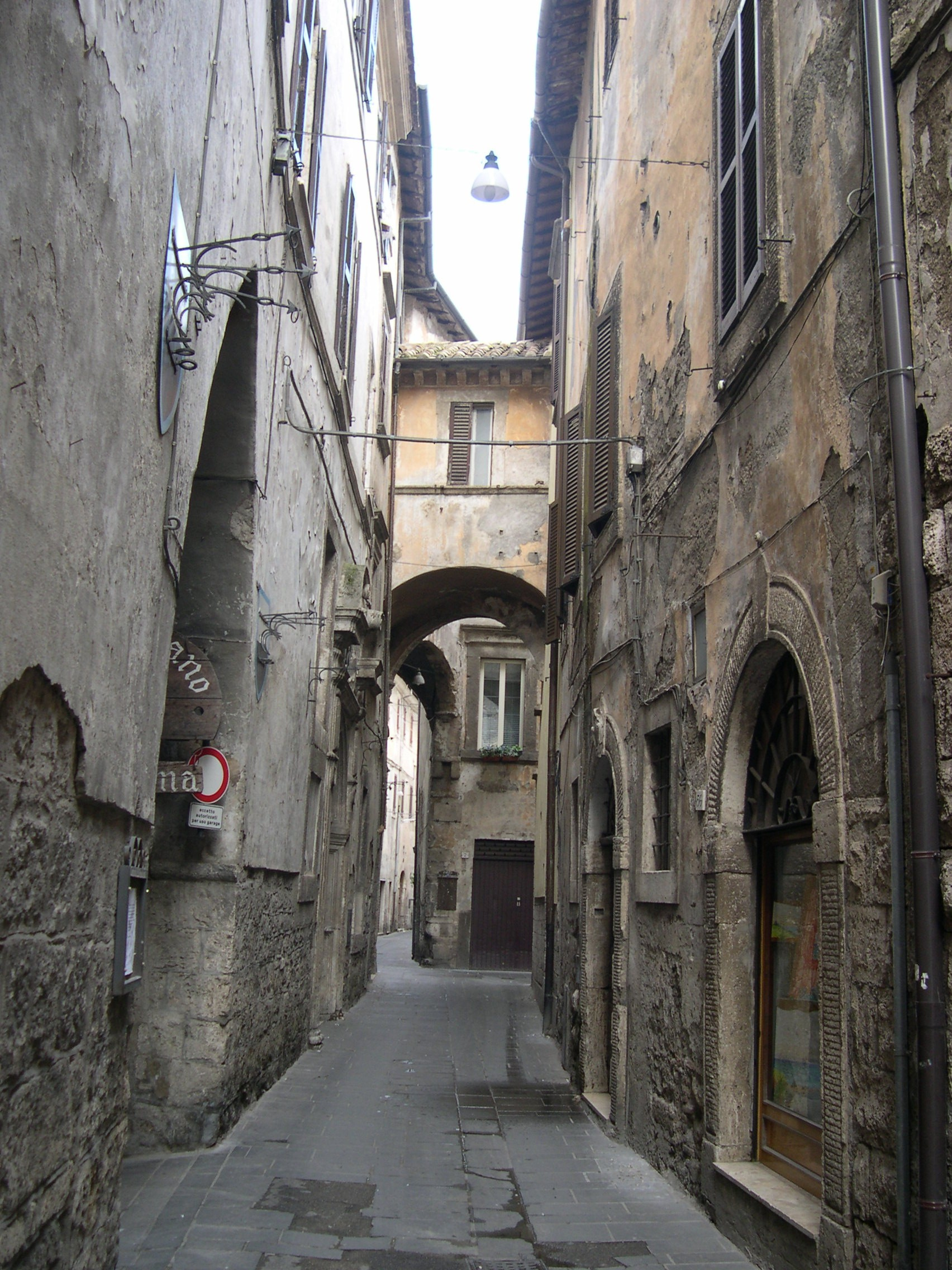

Щорічний фестиваль відбувається 1 вересня. Покровитель — Sant'Egidio Abate.

## Демографія
Населення за роками:

Станом на 1 січня 2023 року в муніципалітеті офіційно проживало 1786 іноземців з 84 країн, серед них 557 громадян країн Євросоюзу та 53 громадяни України.

## Сусідні муніципалітети
- Амелія
- Бассано-ін-Теверина
- Галлезе
- Джове
- Мальяно-Сабіна
- Нарні
- Отриколі
- Пенна-ін-Теверина
- Вазанелло